# (37035) 2000 UQ10
2000 UQ10 (asteroide 37035) é um asteroide da cintura principal. Possui uma excentricidade de 0.18206630 e uma inclinação de 1.02932º.
Este asteroide foi descoberto no dia 24 de outubro de 2000 por LINEAR em Socorro.